# Leszek Sirko
Leszek Sirko (ur. 1956 we Włodawie) – polski fizyk i urzędnik państwowy, profesor nauk fizycznych, dyrektor Instytutu Fizyki PAN (2011–2014, od 2024), w latach 2015–2016 podsekretarz stanu w Ministerstwie Nauki i Szkolnictwa Wyższego.

## Życiorys
W 1975 zdał maturę w I Liceum Ogólnokształcącym we Włodawie. W 1980 ukończył studia z zakresu fizyki doświadczalnej na Wydziale Fizyki Uniwersytetu Warszawskiego. Doktoryzował się w 1986 w Instytucie Fizyki PAN. Habilitował się w tej samej jednostce w 1995 na podstawie rozprawy pt. Oddziaływanie wysoko wzbudzonych atomów H i He z silnymi polami mikrofalowymi. W 2003 otrzymał tytuł profesora nauk fizycznych. Specjalizuje się w zagadnieniach z zakresu fizyki atomowej i molekularnej, zjawisk nieliniowych, chaosie kwantowym i klasycznym. Odbywał staże naukowe m.in. w Max-Planck-Institut für Quantenoptik oraz na State University of New York.
Zawodowo związany z Instytutem Fizyki Polskiej Akademii Nauk. W 1999 wybrany w skład rady naukowej IF PAN, w latach 2004–2011 pełnił funkcję wicedyrektora, a w 2011 objął stanowisko dyrektora tej placówki, którym kierował do 2014. Od 2008 do 2014 był koordynatorem projektu Programu Operacyjnego Innowacyjna Gospodarka dotyczącego kwantowych nanostruktur półprzewodnikowych do zastosowań w biologii i medycynie. W latach 2013–2017 kierował projektem European Action towards Leading Centre for Innovative Materials (EAgLE) w ramach programu ramowego UE. 14 grudnia 2015 został wiceministrem nauki i szkolnictwa wyższego w rządzie Beaty Szydło. Funkcję tę pełnił przez kilka miesięcy, złożył rezygnację latem 2016. W 2018 został prezesem Polskiego Towarzystwa Fizycznego; funkcję tę pełnił do 2021. Został później prezesem honorowym PTF. Powołany też na wiceprezesa International Commission for Optics (w ramach IUPAP). W 2024 ponownie objął funkcję dyrektora Instytutu Fizyki PAN.
Współautor ponad 100 publikacji naukowych. Kierował kilkunastoma projektami badawczymi.

## Odznaczenia i wyróżnienia
W 2013 prezydent Bronisław Komorowski odznaczył go Krzyżem Kawalerskim Orderu Odrodzenia Polski. W 1986 otrzymał Nagrodę Naukową im. Wojciech Rubinowicza przyznawaną przez Polskie Towarzystwo Fizyczne.